# حوزه انتخابیه محلات و دلیجان
حوزهٔ انتخاباتی محلات و دلیجان یکی از  حوزه از حوزه‌های استان مرکزی برای انتخابات مجلس شورای اسلامی است. این حوزه به مرکزیت محلات، ۱ نماینده دارد.

## نمایندهدوره یازدهم
علیرضا سلیمی

## نمایندهدوره دوازدهم
محمد جلالی

## پی‌نوشت و منبع
- «جدول حوزه‌های انتخابیه در انتخابات دهمین دورهٔ مجلس شورای اسلامی» (PDF). مرکز پژوهش و سنجش افکار صدا و سیما. بایگانی‌شده از اصلی (PDF) در ۵ اكتبر ۲۰۱۸. دریافت‌شده در ۷ ژوئیه ۲۰۱۶. تاریخ وارد شده در |archive-date= را بررسی کنید (کمک)